# Pionki
Pionki is een stad in het Poolse woiwodschap Mazovië, gelegen in de powiat Radomski. De oppervlakte bedraagt 18,34 km², het inwonertal 20.063 (2005).